# Sawas Pursaitidis
Sawas Pursaitidis (gr. Σάββας Πουρσαϊτίδης, ur. 23 czerwca 1976 w Dramie) – cypryjski piłkarz greckiego pochodzenia grający na pozycji obrońcy. W reprezentacji Cypru zadebiutował w 2010 roku. Rozegrał w niej 12 spotkań.